# آلنتیسکه
آلنتیسکه شهری است در استان سریا در بخش خودمختار کاستیا و لئون ، واقع در استان سوریا در کشور اسپانیا است. بر اساس سرشماری سال ٢٠٠۴ میلادی، تعداد ساکنینش ۴٣ نفر می باشند. این ناحیه دارای مساخت ٣۴ کیلومتر مربع می‌باشد .